# Światowa Konferencja Radiokomunikacyjna
Światowa Konferencja Radiokomunikacyjna (ang. World Radiocommunication Conference, skrót WRC) – konferencja organizowana przez Międzynarodowy Związek Telekomunikacyjny (ITU) do przeglądania, i w razie konieczności korygowania regulacji radiowych, czyli międzynarodowych umów kontrolujących użycie widma częstotliwości radiowych, orbit satelitów geostacjonarnych i niegeostacjonarnych. Konferencja odbywa się co dwa do czterech lat.
Przed rokiem 1993 konferencja nazywana była Światową Administracyjną Konferencją Radiową (WARC). W roku 1992 na dodatkowej konferencji w Genewie, ITU została zrestrukturyzowana i w wyniku tego od 1993 konferencja zmieniła nazwę na Światową Konferencję Radiokomunikacyjną.
Na konferencji w 2015 roku (WRC-15) ITU odroczyło decyzję o zniesieniu sekundy przestępnej do roku 2023.

## Lista konferencji

### WRC
- World Radiocommunication Conference 2019 (Szarm el-Szejk, Egipt, 28 października – 22 listopada 2019 (WRC-19))
- World Radiocommunication Conference 2015 (Genewa, Szwajcaria, 2–27 listopada 2015 (WRC-15))
- World Radiocommunication Conference 2012 (Genewa, Szwajcaria, 23 stycznia – 17 lutego 2012 (WRC-12))
- World Radiocommunication Conference 2007 (Genewa, Szwajcaria, 22 października – 16 listopada 2007 (WRC-07))
- World Radiocommunication Conference 2003 (Genewa, Szwajcaria, 9 czerwca – 4 lipca 2003 (WRC-03))
- World Radiocommunication Conference 2000 (Stambuł, Turcja, 8 maja – 2 czerwca 2000 (WRC-2000))
- World Radiocommunication Conference 1997 (Genewa, Szwajcaria, 27 października – 21 listopada 1997 (WRC-97))
- World Radiocommunication Conference 1995 (Genewa, Szwajcaria, 23 października – 17 listopada 1995 (WRC-95))
- World Radiocommunication Conference 1993 (Genewa, Szwajcaria, 15–19 listopada 1993 (WRC-93))

### WARC
- ITU World Administrative Radio Conference (Genewa 1992 (WARC-92))
- ITU Mobile World Administrative Radio Conference (1987 (MOB WARC-87))
- ITU World Administrative Radio Conference (Genewa 1984 (WARC-84))
- ITU World Administrative Radio Conference (Genewa 1979 (WARC-79))
- ITU Preparatory to World Administrative Radio Conference (Panama 1979)
- ITU World Administrative Radio Conference (1977 (WARC-77))
- ITU World Administrative Radio Conference (1974 (WARC-74))
- ITU World Administrative Radio Conference (1971 (WARC-71))